# Epidemic (gruppo musicale)
Gli Epidemic furono un gruppo thrash metal della Bay Area attiva dai tardi anni 80 all'inizio degli anni 90.
Non devono essere confusi con gli Epidemic brasiliani o greci, dato che tutti suonano una musica simile, con il gruppo mainstream Epidemic che pubblicò un album nel 2002 via Elektra Records per poi sciogliersi e neanche con il gruppo punk The Epidemic di Boston.

## Storia del gruppo

### 1987-1989: Gli esordi ed il primo album
Il gruppo fu formato nel 1987 da Mark Bodine, Guy Highbey e Erik Moggridge che usarono come nome il titolo di una canzone degli Slayer. Dopo aver reclutato il batterista Geoff Bruce e il cantante Carl Fulli per completare la line-up, il gruppo si iscrisse a una battaglia per le band al Mountain View Theater nel settembre 1987. Dato che Carl era entrato nella band da un paio di settimane e che il gruppo aveva un'esperienza quasi nulla, non c'erano grandi aspettative, ma incredibilmente finirono per vincere il concorso e guadagnandosi la possibilità di aprire il concerto dei Death Angel il mese seguente.
A dicembre fu registrato Immortal Minority, il primo demo della band, che ebbe una certa risonanza nella Bay Area e portandoli ad aprire quasi tutti i concerti thrash del Mountain View Theater (suonarono con Slayer, Exodus, Testament, Death Angel, Dirty Rotten Imbeciles...).
L'anno seguente la band capi che c'era bisogno di migliorare la sezione ritmica, così alla batteria arriva Bobby Cochran, con questa formazione viene registrato il secondo demo Demo '89 che fu distribuito in 300 copie dopo un concerto dei Vio-lence vedendo crescere sempre più la loro notorietà, il demo fu spedito a tutti i giornali, case discografiche e radio, e vendette dalle 5.000 alle 7.000 copie.
In seguito la band fece i primi concerti da headliner e trovò in Marco Barbieri (allora capo della Century Media) il proprio manager, che gli procurò un contratto con la Metalcore Records con conseguente pubblicazione del primo CD dal titolo The Truth of What Will Be... che venne distribuito in tutta Europa. L'album proponeva nuove registrazioni dei brani contenuti in Demo '89, riscuotendo molti consensi di pubblico e critica.

### 1990-1994: il periodo "Metal Blade"
Con il demo del 1991 dal titolo Extremities '91, si guadagnarono un contratto con la Metal Blade. Il secondo album fu registrato agli HOS Studios di Palo Alto e venne pubblicato nell'estate del 1992 con il titolo di Decameron.
La band andò in tour nel dicembre dello stesso anno. Durato due settimane comprendeva date nella east coast anche con band come Malevolent Creation e Suffocation e fu seguito nel gennaio del 1993 da una tournée nazionale come headliner con a sostegno Cannibal Corpse e Unleashed.
Al ritorno dal tour il chitarrista Highbey fu allontanato dalla band che continuò come un quartetto, il gruppo entrò nei Razor's Egde Studios di San Francisco per registrare Exit Paradise (Metal Blade, 1994), che la stessa band ritiene il miglior album pubblicato.
Gli Epidemic si sciolsero pochi mesi dopo l'uscita dell'album a causa di divergenze interne e dello scarso supporto dell'etichetta discografica.

## Formazione
Attuale
- Carl Fulli - voce
- Mark Bodine - basso
- Erik Moggridge - chitarra
- Bobby Cochran - batteria

Ex componenti
- Guy Higbey - chitarra (1987-1993)
- Geoff Bruce - batteria (1987-1988)

## Discografia
- 1990 - The Truth of What Will Be
- 1992 - Decameron
- 1994 - Exit Paradise